# فرانز أنجر
فرانز أنجر (بالألمانية: Franz Unger)‏ (و. 1800 – 1870 م) هو عالم نبات، وإحاثي، وأستاذ جامعي من النمسا .
وكان عضو في الأكاديمية البروسية للعلوم .
توفي في غراتس ، عن عمر يناهز 70 عاماً.

## التعليم
تعلم في جامعة فيينا، وجامعة تشارلز في براغ

## مناصب وهيئات
أدار جامعة فيينا، وجامعة غراتس.